# (6387) 1989 WC
1989 دابليو سي (ويعرف أيضًا باسم (6387) 1989 دابليو سي وفق تسمية الكوكب الصغير) (بالإنجليزية: 1989 WC)‏ هو كويكب ضمن حزام الكويكبات؛ وترتيبه 6387 من حيث الاكتشاف.
اكتُشف هذا الجُرم الفلكي بواسطة سيجي أويدا في 19 نوفمبر 1989.

## وصلات خارجية
- (6387) 1989 WC في قاعدة بيانات مختبر الدفع النفاث لأجرام النظام الشمسي الصغيرة

- الاكتشاف · مخطط المدار ·  العناصر المدارية · المعلمات المادية

- (6387) 1989 WC على موقع ويكي سكاي: DSS2, SDSS, GALEX, IRAS, Hydrogen α, X-Ray, Astrophoto, Sky Map, Articles and images